# Honorato del Castillo
Honorato Andrés del Castillo Cancio (Sancti Spíritus, 30 de noviembre de 1838 - Los Naranjos, 20 de julio de 1869), fue un maestro, médico militar, político y patriota cubano. Fue delegado a la Asamblea de Guáimaro por la jurisdicción de Sancti Spíritus como jefe natural de los sublevados de la misma. A solicitud propia, pasa a formar parte del Ejército Libertador, incorporándose a la jurisdicción de Sancti Spíritus a mandar de nuevo la división de la que era jefe el general Serafín Sánchez. 

## Orígenes y primeros años
Nació en Sancti Spíritus, en la casa situada el la calle San Francisco # 24, el 30 de noviembre de 1838. Hijo de Francisco del Castillo y López y Juana Bautista Cancio. 
A los 17 años de edad deja de estudiar para recuperar la salud un tanto quebrantada. Era un joven de débil constitución física, de estructura más bien baja, de tez blanca, pelo rubio y ojos azules. 
En 1857 continúa estudios en el colegio El Salvador, donde José de la Luz y Caballero es su director, admite a Honorato como alumno pasante para realizar los estudios de maestro superior. 
En Sancti Spíritus comienza a ejercer de maestro en la escuela Jesús Nazareno, cuya dirección comparte con otro maestro espirituano Martiano Cañizares de primera enseñanza. Dos años trabajó como maestro en esta villa porque en 1860 José de la Luz y Caballero le ofrece una plaza como profesor en el nuevo Colegio El Salvador. Honorato acepta ya que tiene el propósito de aprovechar su estancia en La Habana para estudiar la carrera de medicina. 
Matrícula el 2 de febrero de 1862 la carrera de medicina, sin abonar matrícula por haber obtenido la calificación de sobresaliente en los exámenes de ingreso. Honorato fue estudiante de primer orden por su talento y aplicación constante. Estas cualidades valiosas, unidas a su carácter enérgico muy pronto le granjearon el respeto y consideración de cuantos le conocieron y le trataron. 
Mientras estudiaba en El Salvador y en la universidad para ilustrarse y ganar el título de medicina, conspiraba sin descanso con todos aquellos jóvenes de su tiempo, que como él tenían por el primero de todos sus deberes el trabajo por la independencia de su patria, y entre ellos ninguno lo aventajó en fervor patriótico y decidido empeño en la causa. 
A principios de 1866 viaja de vacaciones a los Estados Unidos y en este mismo año regresa a La Habana. El 17 de junio de 1868 solicita exámenes para obtener el grado de bachiller en medicina el que logra obteniendo calificación de sobresaliente.

## Guerra de los Diez Años
Honorato después del alzamiento de Sancti Spíritus se dirige con un grupo de compañeros a la finca “El capitán de José Gonzáles” para donde han sido convocados los jefes de las jurisdicciones levantadas en armas en Las Villas. El resto de sus fuerzas quedan combatiendo, sus principales combates son: Colorado, Los Llanos, Judos Grandes, Santa Gertrudis y el Jaba. 
Honorato con sus fuerzas en lo que milita Serafín, a corta distancia de Sancti Spíritus visita a la mujer que ha reservado para su compañera en el hogar Elena Óvolos Trillo, que pasa una convalecencia en dicha finca y son atacados por un nutrido contingente de voluntarios. Los insurrectos ya curtidos en los combates les hacen frente y los derrotan ocasionándoles unas 30 bajas. 
El prestigio del guerrero Honorato y de sus hombres se hace popular no solo entre los patriotas de la Villa de Sancti Spíritus, sino también entre los elementos reaccionarios. La junta Revolucionaria de Las Villas elige a Honorato del Castillo delegado a la Asamblea de Guáimaro por la jurisdicción de Sancti Spíritus como jefe natural de la misma. 
Terminadas las labores de la Asamblea constituyente, Honorato del Castillo solicita al gobierno revolucionario su incorporación al Ejército Libertador lo que fue concedido, pasando a la jurisdicción de Sancti Spíritus a mandar de nuevo la división de la que era jefe con el grado de general, Serafín Sánchez que aún no ha cumplido 23 años de edad marcha de regreso a su lado.

## Muerte en combate
El 20 de julio de 1869 se encontraba Honorato en el campamento de Chamendes situado a más de seis legua de Ciego de Ávila y a dos de la finca los Colorados. Este campamento estaba compuesto por fuerzas de Sancti Spíritus comandadas por el comandante Pedro Nolazco Sayas, el capitán Bernardo Gómez y el teniente Serafín Sánchez, por unos 125 hombres la mayor parte desarmados.
Murió en combate el 20 de julio de 1869 de ocho a nueve de la mañana a la orilla del río Los Naranjos, donde se encontraba abrevando su caballo. Honorato fue enterrado allí a la orilla del camino por su hermano, el doctor Antonio, su estado mayor y su escolta.